# Équipe de Moldavie espoirs de football
Maillots
L'équipe de Moldavie espoirs de football est une sélection de joueurs de moins de 21 ans moldaves placée sous l'égide de la Fédération de Moldavie de football.

## Parcours au Championnat d'Europe de football espoirs
- 1994 : Non qualifié
- 1996 : Non qualifié
- 1998 : Non qualifié
- 2000 : Non qualifié
- 2002 : Non qualifié
- 2004 : Non qualifié
- 2006 : Non qualifié
- 2007 : Non qualifié
- 2009 : Non qualifié
- 2011 : Non qualifié
- 2013 : Non qualifié
- 2015 : Non qualifié
- 2017 : Non qualifié
- 2019 : Non qualifié
- 2021 : Non qualifié
- 2023 : Non qualifié